# Sint Servaasbrug
Sint Servaasbrug (sɪnt ˈsɛrvaːzbrʏx) chiamato fino al 1932 Maasbrug (localmente nota come aw brögk, ponte vecchio)  è un ponte ad arco pedonale e ciclabile che attraversa il fiume Mosa a Maastricht, Paesi Bassi. Nel 1932 è stato intitolato a San Servazio che fu il primo vescovo di Maastricht, e nonostante sia stato in gran parte ricostruito dopo i danni subiti durante la seconda guerra mondiale è considerato il ponte più antico dei Paesi Bassi.

## Descrizione
Il ponte collega il quartiere Binnenstad del centro di Maastricht situato sulla riva occidentale della Mosa al quartiere Wyck sulla riva orientale. 
Il ponte edificato in pietra è lungo 160 metri e largo 9. I suoi sette archi hanno una campata di 12 metri e sono sostenuti da sette pilastri. Nell'estremo orientale un ponte levatoio lungo 54,5 metri collega il ponte in pietra alla riva orientale del fiume.

## Storia

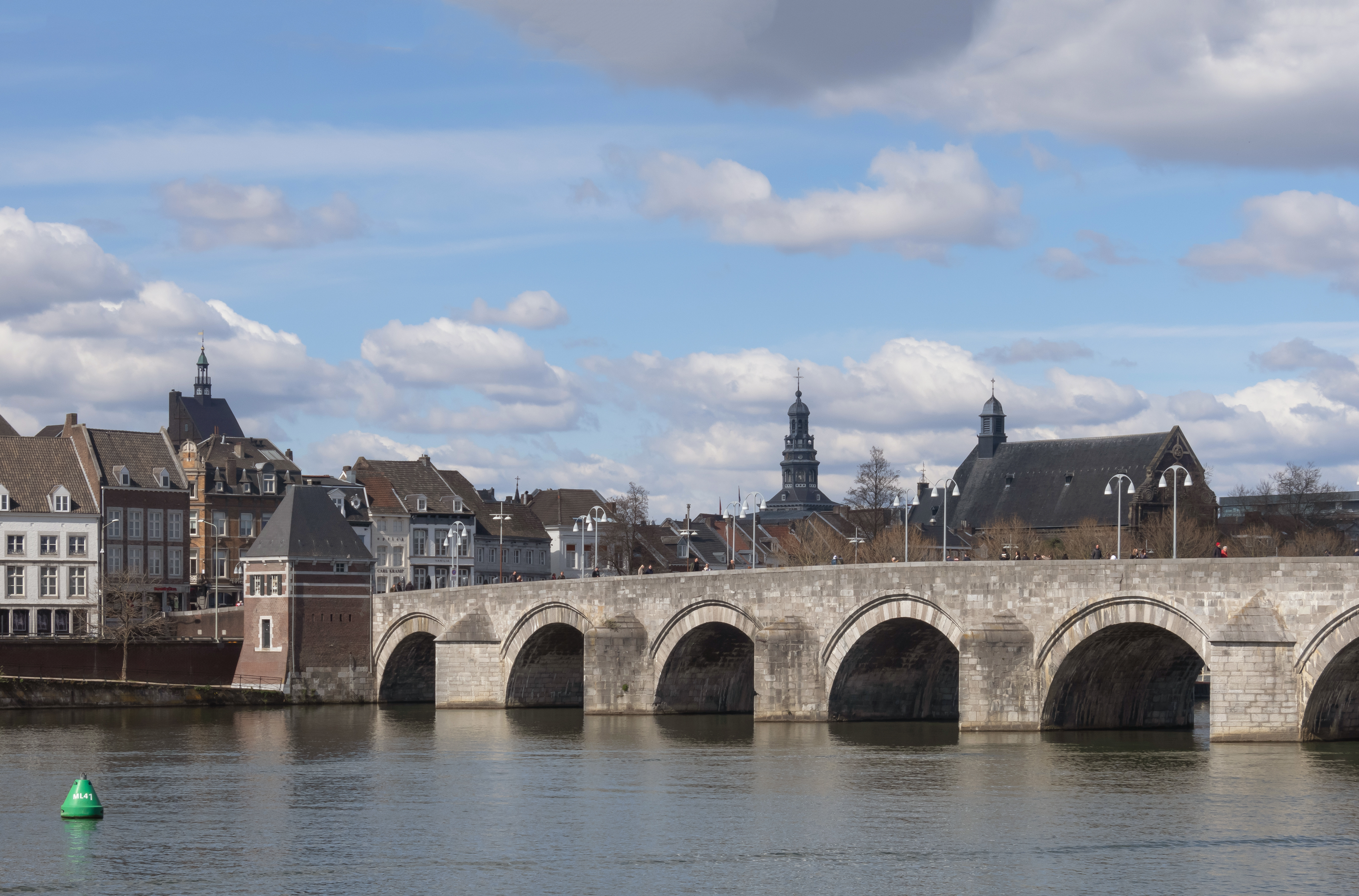
La parte occidentale del Sint Servaasbrug

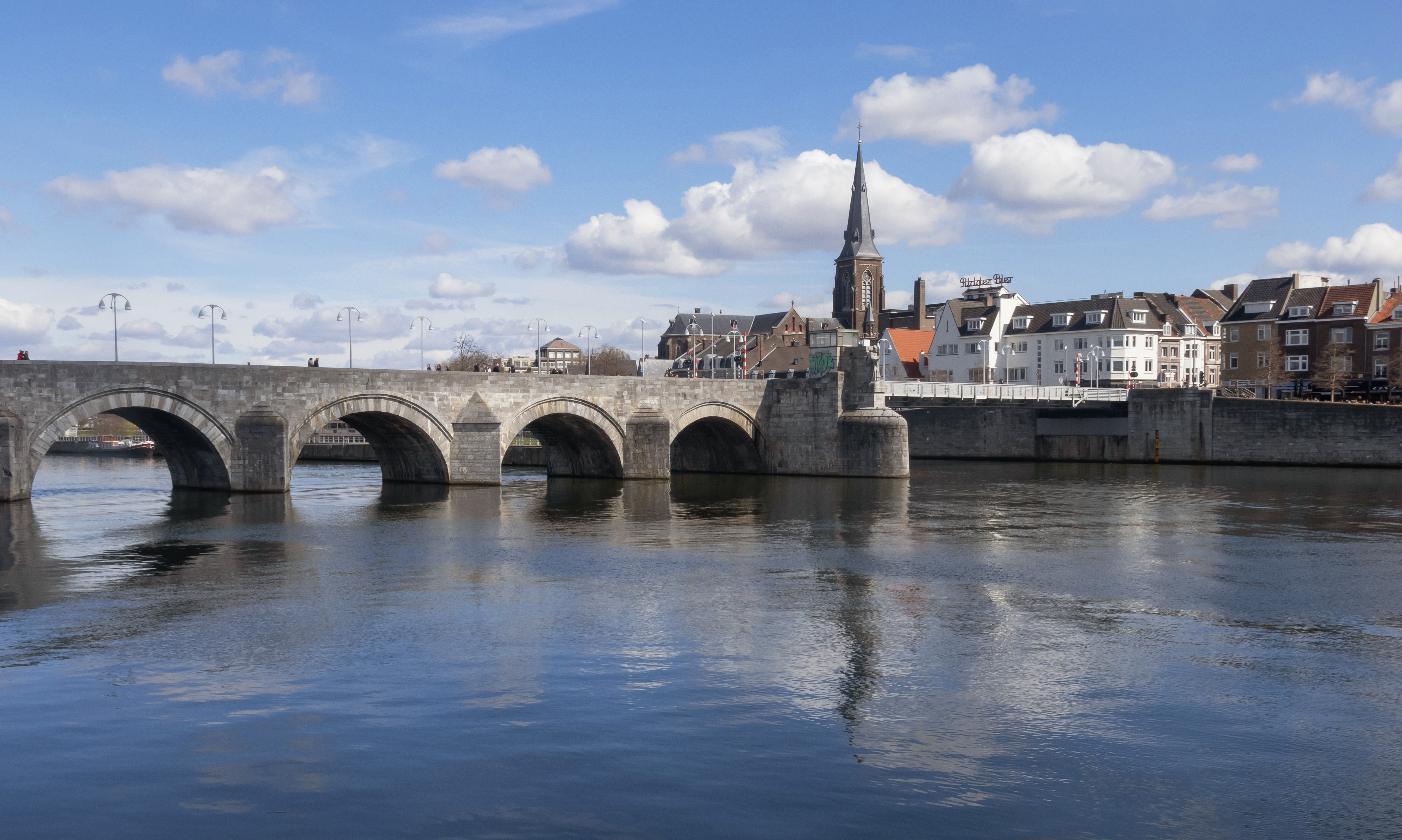
La parte orientale del Sint Servaasbrug

Intorno al 50 d.C. i Romani, nel tratto della via Belgica che collegava l'attuale Colonia (Colonia Agrippina) con Bavay (Bagacum Nerviorum), costruirono un ponte di legno in corrispondenza di un guado sulla Mosa nell'attuale Maastricht la definizione latina per "attraversamento della Mosa", "mosae trajectum", diede il nome alla città. Per molti anni questo rimase l'unico attraversamento del tratto inferiore della Mosa.
Non è tuttora stato accertato se il primo ponte romano fosse in legno o in pietra o se sia stato rimpiazzato da un secondo ponte nel IV secolo, il castellum di Maastricht venne distrutto durante le invasioni vichinghe nell'VIII secolo e non vi sono tracce documentali di manutenzioni di ponti nell'epoca immediatamente successiva. È riportato il crollo di un ponte nel luglio del 1275 a causa del peso di una grande processione che vi stava transitando uccidendo 400 persone. Venne rimpiazzato dal ponte attuale che fu costruito su incarico del capitolo di San Servazio tra il 1280 e il 1298 poco più a nord dell'antico ponte romano; Il ponte fu costruito in pietra e disponeva di 9 campate alle quali era attaccato un ultimo tratto in legno, sulla riva orientale, facilmente smontabile in caso di attacco. La Chiesa cattolica romana ne incoraggiò la costruzione fornendo indulgenze a chi avesse contribuito a costruirlo.
Nel 1640 il primo arco, rimasto a secco a causa delle modifiche del corso del fiume, venne murato e integrato nell'argine occidentale. Il ponte fu ristrutturato nel 1680, nel 1825 la sezione in legno sul lato orientale del ponte fu sostituita da un arco in pietra.

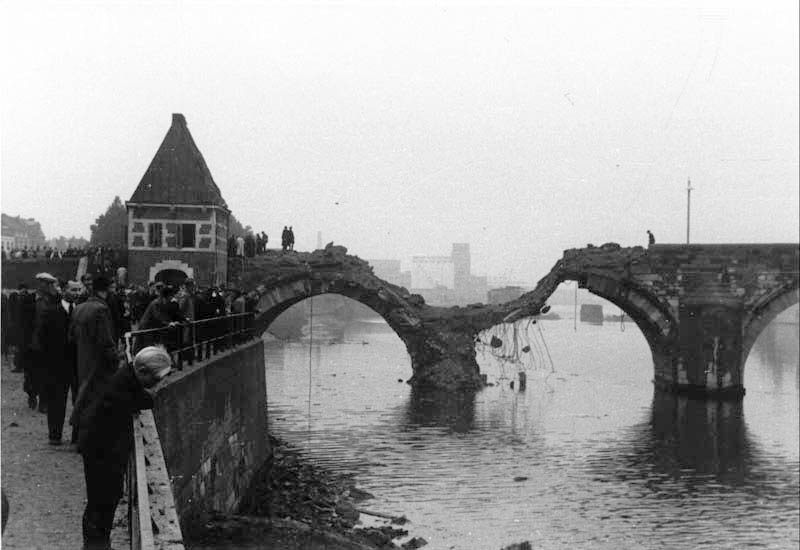
Il ponte mostra i danni inflitti dall'esercito tedesco in ritirata. Scattato il 14 settembre 1944 dopo che le forze alleate avevano occupato la città

Nel 1925 il fiume venne canalizzato e iniziò la costruzione del Canale Juliana, il vecchio ponte venne ispezionato e trovato in condizioni pessime, la sua ridotta altezza impediva la navigazione e rappresentava un pericolo in caso di piene del fiume, ne venne quindi deciso l'abbattimento. Tra il 1930 e il 1932 venne costruito poco più a valle il Wilhelminabrug lungo 300 metri. In seguito a decise proteste da parte della popolazione il progetto di abbattere il ponte venne accantonato e si iniziò una drastica opera di ristrutturazione. Vennero completamente rimossi il rivestimento e il selciato, il ponte venne rinforzato con introduzioni di cemento armato, uno degli archi venne completamente rifatto. Nella parte subacquea furono effettuati degli interventi strutturali per evitare fenomeni di erosione. Le arcate furono poi rivestite con le pietre originali. I lavori terminarono nell'agosto del 1932 e il ponte venne inaugurato il 20 novembre dello stesso anno. Nel marzo del 1932 venne intitolato a San Servazio, patrono della città. In quell'occasione sul lato occidentale del ponte venne eretta una statua del santo opera dello scultore locale Charles Vos (1888-1954).
Durante la seconda guerra mondiale il ponte fu gravemente danneggiato dall'esercito tedesco durante la ritirata dalla città nel 1944, fu ricostruito nel 1948. Nel 1962, fu aggiunto il ponte levatoio in acciaio all'estremo orientale per consentire la navigazione sul canale navigabile.
Nel 1968 le poste olandesi emisero un francobollo raffigurante il ponte.